# Drill (muzyka)
Drill – styl muzyki rap, który narodził się w South Side w Chicago na początku 2010 roku. Jest definiowany przez mroczną, brutalną i nihilistyczną treść liryczną i agresywne beaty inspirowane trapem. Drill wszedł do amerykańskiego mainstreamu w połowie 2012 roku po sukcesie raperów i producentów, takich jak Young Chop, Chief Keef, Lil Durk, Fredo Santana i Lil Reese, którzy mieli wielu lokalnych fanów i znaczącą obecność w Internecie. Artyści z tego gatunku są znani ze swoich tekstów związanych z przestępczością w Chicago. Od 2012 r. w Londynie, zwłaszcza w dystrykcie Brixton, pojawił się podgatunek regionalny – UK drill.

## Charakterystyka
Teksty drillowych utworów wydają się być gwałtowne i bardzo szorstkie. Lucy Stehlik z The Guardian powiedziała, że „nihilistyczny drill odzwierciedla prawdziwe życie, w którym zawiodły jego nieskomplikowane hip-hopowe odpowiedniki”. Z biegiem czasu drill miał tendencję do gloryfikowania i celebrowania wzrostu bogactwa.

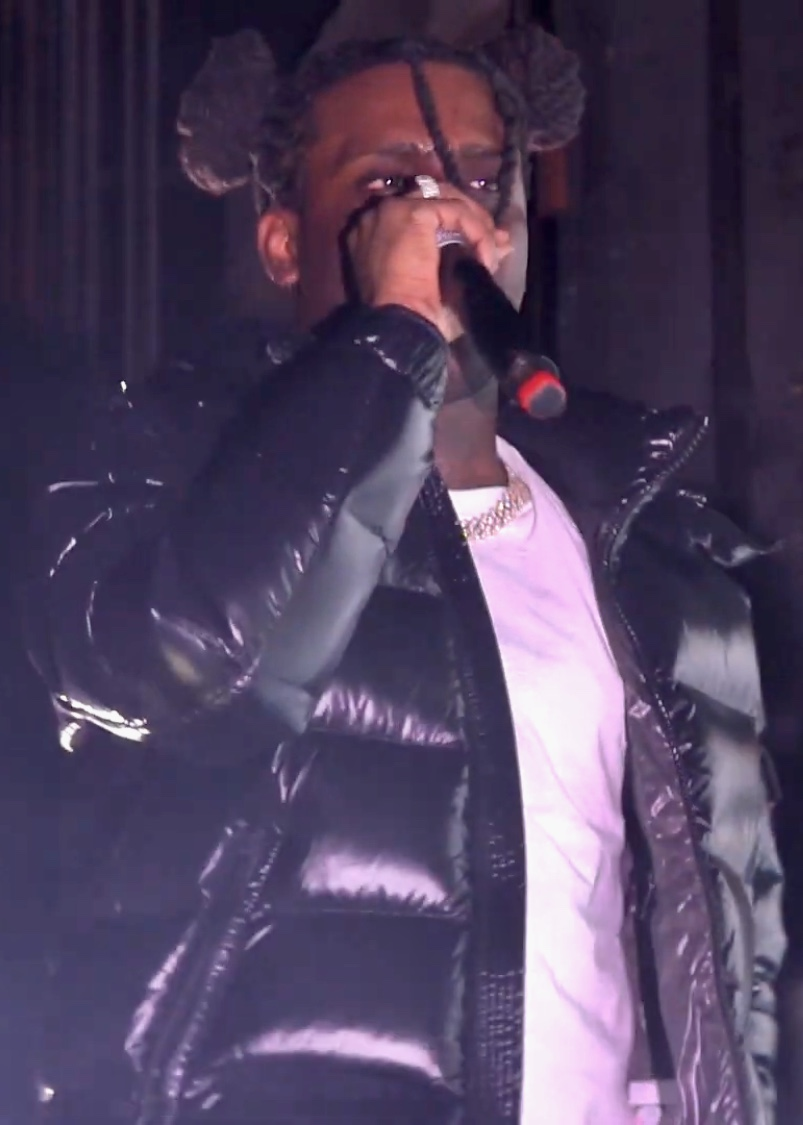
Chief Keef podczas koncertu w 2019

Teksty zazwyczaj odzwierciedlają życie na ulicach i wydają się być, brutalne, realistyczne i nihilistyczne. Raperzy używają ponurego, śmiertelnie poważnego przekazu. Często filtrują wokal poprzez Auto-Tune. Raperzy z Atlanty Gucci Mane i Waka Flocka Flame mieli znaczący wpływ na scenę drillową. Chociaż ma wiele podobieństw do muzyki trap, prędkość tempa muzyki drill jest na ogół wolniejsza przy umiarkowanym tempie, około 60 do 70 uderzeń na minutę. Niektórzy producenci pracują w szybszym tempie, na przykład 130 do 140 uderzeń na minutę.
Raperzy drillowi są zazwyczaj młodzi; wielu wybitnych muzyków na scenie zaczęło przyciągać uwagę, gdy byli jeszcze nastolatkami. Jeden z najwybitniejszych muzyków tego gatunku, Chief Keef, miał 16 lat, kiedy podpisał wielomilionowy kontrakt na płytę z Interscope. Raper Lil Wayne podpisał kontrakt z zaledwie 13-letnim drillowcem Lil Mouse. Krytycy zauważyli brak metafory lub gry słów w drillu. Chief Keef odpowiedział, że jego flow to świadomy wybór stylistyczny: „Wiem, co robię. Opanowałem to. I nie używam metafor ani punchline'ów.” Bo nie muszę. Ale mógłbym. ... Myślę, że to za dużo. Wolę tylko rapować, o tym co się teraz dzieję. ... Nie lubię takich metafor ani puent.” Moser napisał, że piosenki Keefa są ”lirycznie, rytmicznie i emocjonalnie osłabione, przez co brzmią tak bezwietrznie i klaustrofobicznie.
Z rzadkimi wyjątkami muzyka ta wydaje się być pozbawiona przekazu, nastawiona na złość i przemoc. Instynkt podpowiada, by nazwać tę twardą, bezlitosną i konkretnie twardą muzykę pozbawioną radości, ale w rzeczywistości jest ona w swojej ciemności żywiołowa. Większość praktykujących drillowców to młodzi ludzie, którzy rozwijają swoją kreatywność w kontekście skandalicznej przemocy w Chicago, szczególnie wśród młodych ludzi – z każdym rokiem w Chicago umierają dziesiątki nastolatków, którzy często są powiązani z gangami. (Istnieje długa historia zbieżności między chicagowskimi gangami i chicagowskim rapem). To, że ich muzyka jest symfonią złych gróźb, nie powinno być zaskoczeniem.
Artystki są na scenie od samego początku gatunku. Miles Raymer z Pitchfork powiedziała, że „zamiast rapować o byciu„ hitta ”- lokalne określenie strzelca – rapuję, że jest zakochana w hittach.” Kobiety, które robią drill, mieszają w swoich piosenkach motywy przemocy i miłości.
Stehlik nazwał styl produkcji drillu „dźwiękowym kuzynem trapu z 808”. Young Chop jest często określany przez krytyków jako najbardziej charakterystyczny producent tego gatunku. Muzyka trapowego producenta Lexa Lugera ma duży wpływ na drill, a Young Chop zidentyfikował Shawty’ego Redda, Drumma Boya i Zaytovena jako ważnych prekursorów drillu.

## Historia
David Drake z Complex powiedział, że drill nie jest definiowany przez żaden konkretny styl produkcji, ale „dotyczy całości kultury: żargonu, tańców, mentalności i muzyki, z których większość wywodzi się z„ Dro City ”-terytorium bloków miejskich w sąsiedztwie Woodlawn."
W ulicznym slangu „drill” oznacza walkę lub odwet, i „może być użyte do wszystkiego, od przebierania kobiet po całą wojnę na ulicach”. Raper Pacman z Dro City, uważany za stylistycznego twórcę gatunku, jest uznawany za pierwszego, który zastosował ten termin do lokalnej muzyki hip hop.
Drake opisał scenę drillu jako główny czynnik powstania chicagowskiego hip-hopu na początku 2010 roku i opisał tę scenę jako „oddolny ruch, który inkubował w zamkniętym, zazębiającym się systemie: na ulicach i w mediach społecznościowych, w klubach i na imprezach i wśród szkół średnich.” Drill rozwinął się w południowej części Chicago, w środku eskalacji przemocy i zabójstw. Mark Guarino napisał dla Salon, że muzyka drill wzrosła podczas „przejścia od historycznych waśni między organizacjami przestępczymi kontrolującymi tysiące członków i mniejszymi hybrydowymi grupami, których kontrola rozciąga się zaledwie na kilka przecznic ... Zaostrzona rzeczywistość życia w tych dzielnicach jest tym, co ukształtowało muzykę Drill. ” Na scenie drillu, konflikty rapowe i konflikty gangów nakładają się na siebie, a wielu młodych raperów pochodzi ze środowisk doświadczających przemocy. Sam Gould z The Independent napisał, że Chief Keef "reprezentuje zarówno przerażającą odmianę współczesnej kultury hip hopowej, jak i poważnie wyalienowaną grupę w amerykańskim społeczeństwie".
Pod koniec 2012 roku raperzy z innych scen i gwiazdy hip hopu, tacy jak Kanye West, Drake i Rick Ross, współpracowali z muzykami drillowymi. Kanye West zremiksował utwór „I Don’t Like” na składankę „Cruel Summer” z 2012 roku jako „Don't Like” z udziałem Westa, Chief Keefa, Pusha T, Big Seana i Jadakiss'a. West opisał drill jako wpływ na swój album Yeezus z 2013 r., Chief Keef i King Louie mieli gościnny udział na albumie.
Tematyka Drillu silnie kontrastuje z tematem wcześniejszych raperów z Chicago, takich jak Kid Sister, Lupe Fiasco, Psalm One, Rhymefest i The Cool Kids,
Starsi raperzy z Chicago byli mieszani w swoich reakcjach na popularność i teksty drillu. W wywiadzie radiowym raper Lupe Fiasco powiedział: „Chief Keef mnie przeraża. Nie on konkretnie, ale kultura, którą reprezentuje… Wskaźnik morderstw w Chicago rośnie w zawrotnym tempie i widzisz, kto to robi i jest sprawcą? – wszyscy wyglądają jak Chief Keef. ”Po tym jak Chief Keef zagroził Fiasco na Twitterze, Fiasco powiedział, że rozważa opuszczenie sceny muzycznej. Rhymefest napisał na Twitterze, że drill jest „motywem muzycznym do morderstwa”.
Podczas gdy muzyka drillowa z Chicago straciła na popularności, w Wielkiej Brytanii pojawiła się nowa scena i pod koniec drugiej dekady XXI wieku zyskała popularność, rozprzestrzeniając się w Europie, wpływając na tworzenie scen drillowych na całym kontynencie. Muzyka drill w Wielkiej Brytanii i rozwinęła swój własny, odrębny styl produkcji w porównaniu do drillu z Chicago. W połowie drugiej dekady XXI roku pojawił się drill z brooklynu, na które niemal całkowicie wpłynęło Chicago, z takimi artystami jak Bobby Shmurda i Rowdy Rebel. Później pojawili się drillowcy z Brooklynu w Nowym Jorku, tacy jak Pop Smoke, Sheff G, Fivio Foreign, Sleepy Hallow, Smoove'L, 22Gz, Nick Blixky, Blizz Vito, Bizzy Banks i Rah Swish.
Później produkcja drillu na Brooklynie jest pod silnym wpływem drillu z Wielkiej Brytanii, a artyści tacy jak Fivio Foreign, Sheff G, Smoove'L, Bizzy Banks i Pop Smoke współpracują z brytyjskimi producentami drillu, takimi jak 808Melo, Yamaica Productions, Yoz Beats i AXL Beats. Piosenka Pop Smoke'a "Welcome to the Party", wyprodukowana przez 808Melo, była jednym z hitów w 2019 roku i zawierała remiksy Nicki Minaj, Meek Mill i brytyjskiego rapera MC Skepta. Singiel "No Suburban" Sheffa G (wydany w 2017 r.) I "Suburban" 22Gz (wydany w 2016 r.) Zostały uznane za zwrócenie uwagi na drill z Brooklyna.

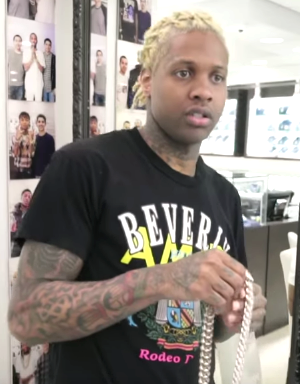
Lil Durk jeden z popularniejszych drillowców z Chicago

## UK drill
UK drill to podgatunek muzyki drill i rapu ulicznego, który powstał w dzielnicy Brixton w południowym Londynie w 2012 roku.
Pod wpływem stylu chicagowskiej muzyki drillowej, brytyjscy artyści często rapują o brutalnym i hedonistycznym stylu życia przestępców. Zazwyczaj ci, którzy tworzą ten styl muzyczny, są związani z gangami lub pochodzą z ubogich dzielnic, gdzie przestępczość jest dla wielu sposobem na życie. Muzyka brytyjska jest mocno związana z road rapem, brytyjskim stylem gangsta rapu, który stał się popularny w latach poprzedzających istnienie drillu. Muzycznie, brytyjski drill często pokazuje brutalny język, różnorodność lirycznej wypowiedzi i zaciekłą rywalizację.
Od 2016 roku pojawiły się bardziej nowoczesne grupy, takie jak 814, Silwood Nation, Block 6, Y.ACG, Zone 2, BSide, Moscow17, CGM (dawniej 1011), 12World, SMG, OFB, NPK i Harlem Spartans. Brytyjskie grupy drillowe polegały na platformach internetowych do dystrybucji swojej muzyki, szczególnie na YouTube, gdzie platformy takie jak Link-Up TV, GRM Daily, SB.TV, Mixtape Madness, PacMan TV i PressPlay Media pomogły różnym grupom zgromadzić tysiące, a czasem miliony wyświetleń.
Brytyjski drill rozwinął inny styl produkcji niż drill z Chicago, czerpiąc wpływ z wcześniejszych brytyjskich gatunków, takich jak grime i UK garage, do tego stopnia, że nazwano go „New Grime”, a producent drillu Carns Hill skomentował, że potrzebuje nowej nazwy tej muzyki. Jednak Mazza, brytyjski producent drillu, nie zgodził się z nazwą „nowy grime”, utrzymując, że chociaż drill i grime mają tę samą energię i surowość jednak te dwa gatunki różnią się na swój sposób. Beaty drillowe w Wielkiej Brytanii są generalnie szybsze w porównaniu z ich odpowiednikiem w Chicago. Instrumentale często mają również przesuwający się bas, mocne kopnięcia i mroczne melodie. AXL Beats wyjaśnił, że 808 i szybkie tempo są pochodną muzyki grime. Oba gatunki zazwyczaj wykorzystują tempo około 140 bpm.
Brytyjskie grupy drillowe często angażują się w spory ze sobą, czasami brutalne, często publikując wiele ścieżek dysproporcji. Godne uwagi spory obejmują grupę Zone 2 przeciwko Moscow17, 150 z 67, OFB / NPK przeciwko WG / N9 i SMG przeciwko 814 (członek 814, Showkey, został zadźgany na śmierć w 2016 r. W niepowiązanym incydencie).
Brytyjski drill zyskał światową uwagę w 2017 roku, kiedy komik Michael Dapaah wydał nowatorską piosenkę „Man's Not Hot”. Utwór sampluje rytm wykonany przez brytyjskich producentów drillu GottiOnEm i Mazza; po raz pierwszy został użyty przez grupę drillową 86 w piosence "Lurk", a później 67 z "Let's Lurk" z udziałem Giggsa.

### Działania prawne
Niektórzy londyńscy urzędnicy publicznie skrytykowali drill w Wielkiej Brytanii i otaczającą go kulturę, argumentując, że sprzyjały one brutalnym przestępstwom. Detektyw Superintendent Mike West stwierdził, że „pojawiają się gesty przemocy [w teledyskach drillowych w Wielkiej Brytanii], z sygnałami dłońmi sugerującymi, że strzelają z broni i graficznymi opisami tego, co zrobiliby sobie nawzajem.” W 2017 roku, 17- letni raper Junior Simpson (znany jako M-Trap), który pisał teksty o atakach nożem, był częścią grupy ludzi, którzy zadźgali 15-letniego chłopca na śmierć, za co otrzymał dożywocie Sędzia Anthony Leonard QC powiedział Simpsonowi: „Sugerowałeś, że teksty są tylko na pokaz, ale nie wierzę w to i podejrzewam, że czekałeś na odpowiednią okazję do ataku.” W 2018 roku komisarz Metropolitan Police Cressida Dick wymieniła drill w Wielkiej Brytanii jako jedną z przyczyn wzrostu liczby ataków nożami w Londynie i wezwał duże firmy internetowe do usunięcia treści, które „propagują przemoc”. W maju tego roku YouTube poinformował, że usunął ponad połowę teledysków, o których usunięcie poproszono platformę; zidentyfikowano je jako przyczyny brutalnych przestępstw w Londynie. W sumie usunięto ponad 30 filmów. Później tego samego roku urodzony w południowym Londynie MC drillowiec i aspirujący burmistrz Londynu Drillminister wydał utwór zatytułowany „Political Drillin”, który został wyemitowany w Channel 4 News, a następnie stał się wiralem, wykorzystując komentarze brytyjskich parlamentarzystów, aby podkreślić ich hipokryzję i ich brutalny język. W lipcu 2019 r. YouTube zdecydował, że nie będzie już usuwać brytyjskich teledysków drillowych na YouTube.
W czerwcu 2018 r., Co zostało opisane jako bezprecedensowe z prawnego punktu widzenia posunięcie, nakazem sądu członkom brytyjskiej grupy drillowej 1011 zakazano wspominania o obrażeniach lub śmierci w swojej muzyce oraz wspominania niektórych słów slangu w „kontekście gangów”. Nakaz wymaga również, aby powiadomili policję w ciągu 24 godzin od opublikowania nowego nagrania wideo, oraz aby z 48-godzinnym wyprzedzeniem o dacie i miejscu wykonania dowolnego z ich występów lub nagrań oraz umożliwili funkcjonariuszom policji uczestniczenie w nich. Nakaz był krytykowany przez wielu, w tym przez Jodie Ginsberg, dyrektor generalny grupy kampanii Index on Censorship, która powiedziała: „Zakazywanie określonego rodzaju muzyki nie jest sposobem radzenia sobie z pomysłami lub opiniami, które są niesmaczne lub niepokojące” oraz „To nie będzie dotyczyło kwestii, które doprowadziły do powstania tego rodzaju muzyki.”
W czerwcu 2018 r. Victor Maibvisira był jednym z pięciu członków gangu, którzy zostali skazani za morderstwo i skazani na dożywocie, po zadźganiu Kyle’a Yule na śmierć w Gillingham w hrabstwie Kent, w październiku 2017 r. Podczas pobytu w areszcie, jego rapowanie o przestępstwach z użyciem noża i gangach zostało umieszczone w Internecie.

#### Szerzenie międzynarodowe
Styl produkcji brytyjskiego drillu rozprzestrzenił się poza Wielką Brytanię, a artyści i grupy z innych krajów rapują w różnych stylach i wykorzystują produkcję pod silnym wpływem brytyjskiej muzyki drillowej, a także kooptują brytyjski slang, popularny w brytyjskiej muzyce drillowej. Brytyjscy producenci, produkują beaty dla artystów z innych krajów. W szczególności z Irlandii, Holandii i Australii wyróżniający się artyści z innych krajów to: OneFour z Australii, Chuks i J.B2 z Dublina w Irlandii i 73 De Pijp z Holandii. Styl rozprzestrzenił się również w Nowym Jorku, gdzie artyści tacy jak Sheff G, 22Gz i Pop Smoke współpracowali z brytyjskimi producentami drillu. Artyści z Hiszpanii tworzący muzykę drillową również przejęli wpływ jej brytyjskiego odpowiednika, z różnymi odniesieniami i podobną produkcją do beatów brytyjskich.
Kanadyjski muzyk Drake wykonał freestyle „Behind Barz” dla Link Up TV w 2018 roku, gdzie rapował do brytyjskiego drill beatu. Drake zaprosił również brytyjskiego artystę drillowego Loski na swój album z 2018 roku, Scorpion. W 2019 roku Drake wydał „War”. Utwór wykorzystywał styl produkcji brytyjskiego drillu i został wyprodukowany przez brytyjskiego producenta AXL Beats. Rap Drake’a w obu przypadkach przypominał brytyjskich artystów drillowych, a styl produkcji szybko staje się popularny wśród innych artystów z obszaru Toronto i Metro Vancouver, co skłania do spekulacji, że może pojawić się nowy hybrydowy podgatunek muzyki drillowej, łączący elementy amerykańskie i brytyjskie z Kanady.

## Wpływ
Drillowe teksty często zawierają agresywne motywy, widoczne w niektórych teledyskach tego gatunku, co może powodować, że styl będzie postrzegany jako negatywny. Niektóre kluczowe osoby publiczne próbowały powiązać muzykę drillową z gwałtownymi zachowaniami wśród londyńskiej młodzieży. Komisarz policji metropolitalnej Cressida Dick pomyślnie zwrócił się do YouTube o usunięcie 30 drillowych teledysków w 2018 roku. 25 lipca 2015 roku policja zamknęła koncert z udziałem Chiefa Keefa, rapera, który pomógł popularyzować muzykę drillową w USA. Chociaż koncert był charytatywny dla rodzin Dillana Harrisa i Marvina Carra, małego dziecka i 22-letniego mężczyzny, którzy zginęli 11 lipca, uznano go za zagrożenie dla bezpieczeństwa publicznego.
Rzekomy związek między muzyką drillową a rosnącymi wskaźnikami przestępczości jest kontrowersyjny. Brytyjski raper Drillminister zakwestionował zarzuty ofiary ataku nożem, która oskarżyła gatunek o podżeganie do brutalnego zachowania. Drillminister wyjaśnił, że wiele osób szybko wskazuje palcem na muzykę drillową bez zrozumienia okoliczności. Wielu raperów używa okoliczności swojego życia jako temat swoich tekstów. Daniel Levitin, profesor psychologii z McGill University w Kanadzie, stwierdził, że inne czynniki, takie jak osobowość ludzi, mogą powodować, że oddają się przemocy, a nie są pod wpływem muzyki drillowej, i że słuchacze bez przemocy mogą słuchać drillu.

## Polski drill
W Polsce drill przez pierwsze lata cieszył się dosyć małą popularnością. Prekursorami drillu w Polsce jest grupa Alcomindz, którzy nagrywali na beatach podobnej produkcji drillowej muzyki z Chicago.
Pierwsze próby przebicia muzyki drill do mainstreamu próbował Young Multi w 2018, przy utwórze "List Otwarty", oraz ponownie w 2019 na utworze "FCK FAME"  - na którym przy tym pojawiło się dwóch popularnych drillerów z Wielkiej Brtyanii – Skengdo i AM). W tym samym roku również Żabson w utworze "Szrot" - razem z członkiem brytyjskiej grupy drillowej 67, Monkey).
6 października 2020 roku warszawski raper pochodzenia angolskiego Alberto znany z wytwórni rapera Malika Montany GM2L, wydał drillowy utwór „Dwutakt”, który cieszył się dużą popularnością i rozpoczął tym popularyzacje tego stylu muzycznego w Polsce.
W Polsce największy skok popularności przeżył w 2022 roku za sprawą artystów takich jak: Malik Montana, Miszel, Alberto, Josef Bratan (w kategorii brzmień bardziej ulicznych i gangsterskich), oraz Zeamsone, Asstera i Rusinę (w przypadku brzmień bardziej "imprezowych" lub nacechowanych emocjonalnie).